# Islam au Sénégal
Voir aussi
L'islam est la religion prédominante au Sénégal, où les musulmans sont estimés à 94%de la population et affiliés dans leur immense majorité au soufisme à travers quatre confréries : la Tijaniyya, le mouridisme, la Qadiriyya et la Layeniyya. La structuration de la société autour du soufisme et des marabouts fait du Sénégal un pays à part dans le monde musulman. Il existe des rivalités entre les confréries, qui ont une influence politique sur le pays.
L'islam est présent au Sénégal depuis le IXe siècle, mais il s'est généralisé de manière effective vers la fin du XIXe siècle par les « marabouts prêcheurs » (qui créeront les grandes confréries sénégalaises, comme celles des Mourides et des Tidjanes). Le Sénégal est un pays membre de l'Organisation de la coopération islamique.

## Histoire

### Apparition de l'islam au Sénégal
L'implantation de l'islam remonte à la conquête des Almoravides à partir du IXe siècle qui, établis au Maghreb et en Andalousie, entreprennent l'islamisation de la région du Sénégal. Celle-ci s'effondre au milieu du XIIe siècle, mais affaiblit malgré tout l'empire du Ghana déjà déclinant. Cet empire va être intégré dans l'empire du Mali, officiellement musulman, qui apparaît au XIIIe siècle. D'abord, les Soninkés, de religion traditionnelle à l'origine, ont été convertis par les commerçants musulmans arabo-berbères, venus commercer avec l'empire du Wagadou, au XIe siècle, et les Maures. Les Toucouleurs ont plus tard participé à la guerre sainte que les Almoravides menaient contre l'empire du Ghana. Avec leur prosélytisme religieux, les Toucouleurs allaient figurer par la suite parmi les plus grands propagateurs de l'islam en Afrique de l'Ouest, par le biais du djihad. 
Ils créeront par la suite plusieurs empires le 1er est le royaume du Tekkrour fondé au XIème siecle suivront l'empire peul du Macina, l'empire du Boundou, celui du Fouta Toro, le Fouta Djalon, le Califat de Sokoto, l'empire Toucouleur avec l'empire de l'Adamoua au nord du Cameroun. 
Ensuite l'empire Djolof apparaît à la même époque, et réunit plusieurs peuples du Sénégal dans la région de Sénégambie. Dans cet empire qui crée une culture homogène et une langue commune, les musulmans cohabitent avec la religion traditionnelle des Wolofs, le ceddo. L'islam y gagne une influence avec les marabouts mandingues, soninkes ou peuls. Au XIXe siècle, alors que la domination coloniale se fait plus grande, des conflits apparaissent entre les ceddo et les musulmans. Cette domination européenne conduit à des djihads en Afrique de l'Ouest, qui font progresser l'islam. C'est ainsi que la noblesse Djolof se convertit complètement à l'islam à la fin du XIXe siècle.

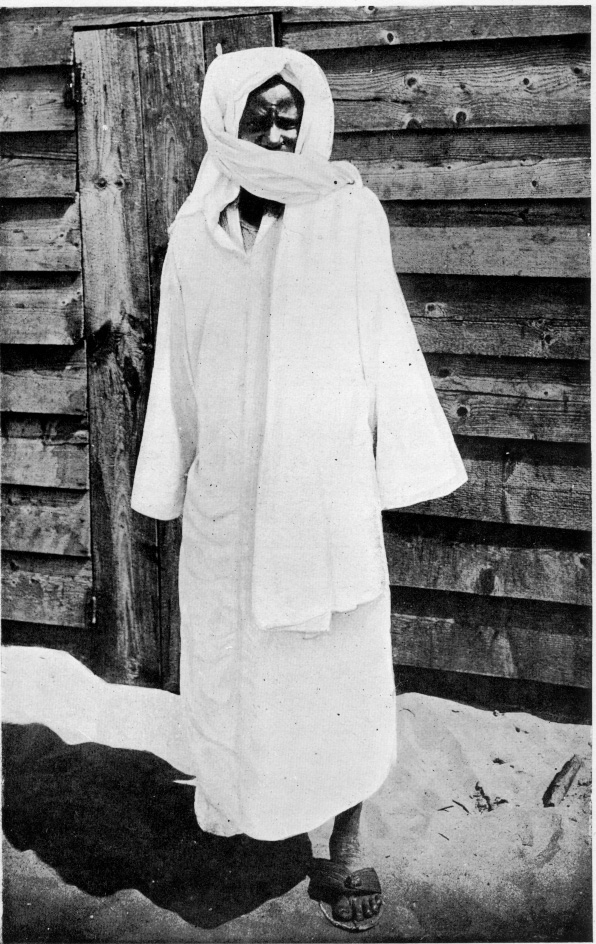
photographie d'Ahmadou Bamba, fondateur du mouridisme

### Colonisation française et l'islam moderne
De nombreuses batailles vont avoir lieu entre différentes forces musulmanes et l'armée coloniale pour contrôler le territoire du Sénégal. L'islam parvient mal à faire l'unité en dépassant les chefferies locales. Dès avant l'arrivée des colons, elles se faisaient la guerre et maintenaient en esclavage les classes les plus basses. En 1852, Oumar Tall lance un premier djihad à l'Est du Sénégal. De son côté, Louis Faidherbe gouverne la colonie française qui commence à se structurer entre 1854 et 1865. Il repousse Oumar Tall et les Toucouleurs au siège du fort de Médine en 1857. Au Cayor, Lat Dior commence à régner en 1861. Il bat à Ngolgol les Français alliés à Madiodio. Après une interruption, il régnera jusqu'en 1883. Finalement, les djihads lancés par différents chefs régionaux vont échouer. En 1875, la bataille de Samba Sadio voit la victoire des Français alliés à Lat Dior sur le cheikh Ahmadou Ba. Des marabouts ou des cheikhs commencent à fonder des confréries dans de nouvelles villes, comme Ndiassane, fondée en 1883 par le cheikh Bou Kounta, dans une logique de développement de l'islam sous un pouvoir colonial avec lequel on peut coopérer.
Cette même année, Ahmadou Bamba fonde le mouridisme. Ce chef spirituel était vénéré par de nombreux chefs musulmans qui luttaient contre l'armée coloniale. Il a une aura immense auprès de la population, qui lui vaudra d'être exilé au Gabon en 1895, puis après son retour, en Mauritanie en 1903. Son mausolée à Touba, la ville sainte du mouridisme, est visité par des milliers de pèlerins.
Le pouvoir colonial français triomphe en octobre 1886 avec la défaite et la mort de Lat Dior à la bataille de Dékhélé. Il en résulte l'annexion du Cayor. D'autres territoires vont être annexés, et l'Afrique occidentale française est créée en 1895. L'AOF est dissoute en 1958, et deux ans plus tard, le Sénégal proclame son indépendance, au sein de l'éphémère Fédération du Mali.

## Islam actuel
Aujourd'hui, le champ islamique au Sénégal est « marqué du sceau du pluralisme ; éclaté, divers, foisonnant de courants, de branches, de tendances et de ramifications de toutes sortes ». Ainsi, les confréries par exemple, ne sont qu’un secteur de ce champ et se recomposent en permanence.

### Soufisme

#### Confréries soufies

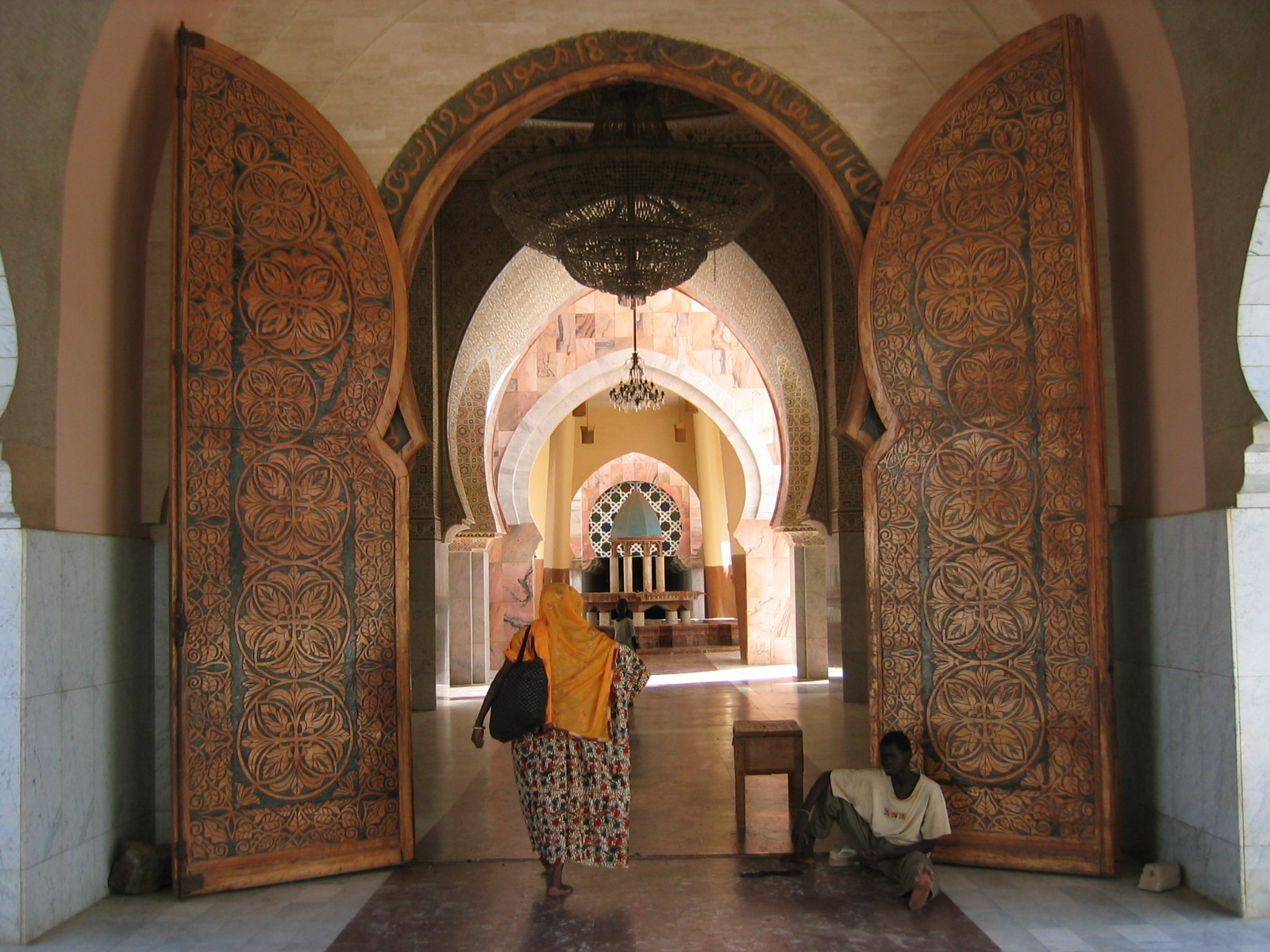
entrée de la grande mosquée de Touba, l'une des plus grandes d'Afrique.

Les musulmans sénégalais sont quasiment tous membres d'une confrérie soufie, qui sont au nombre de quatre au Sénégal. Les deux principales sont la Tijaniyya (60 % des Sénégalais selon le recensement de 2002) et la confrérie mouride (28 %). La confrérie Qadiriyya est aussi présente (6 %), de même que la confrérie des layènes (6 %). En général, on devient membre d'une confrérie par tradition familiale ou par adhésion au marabout.
La confrérie mouride a été fondée par Ahmadou Bamba au début du XXe siècle, et est basée à Touba. Elle constitue une véritable entité administrative et sa gestion est autonome. Le chef de la cité, le calife, est Serigne Mountakha Mbacké.
La Tijaniyya a été fondée en Afrique du Nord à la fin du XVIIIe siècle par Ahmed Tijani. Elle est maintenant répandue principalement en Afrique de l'Ouest, surtout au Sénégal, en Mauritanie et au Mali. Au Sénégal, elle est basée principalement à Médina Baye de Cheikh Ibrahim Niass et à Tivaouane.

#### Structuration des confréries
Les membres des confréries soufies vouent une grande obéissance à leur marabout, c'est-à-dire au chef spirituel, qui est l'héritier de la baraka du fondateur de la confrérie. Les fondateurs de chaque confrérie sont considérés comme des mujaddids de l'islam par leurs disciples. Au Sénégal, les marabouts sont organisés selon une hiérarchie très structurée, où les plus élevés ont de fait un statut de dirigeant.

#### Marabouts
Cela fait partie de la foi musulmane au Sénégal que les marabouts ont le pouvoir de guérir les maladies et de garantir le salut des fidèles. La plupart des marabouts ont reçu cette fonction de leur père. Ils doivent enseigner et conseiller les fidèles, bien connaître le Coran, présider des cérémonies variées. Ils fabriquent des amulettes pour attirer la chance. Dans certains cas, ils guident activement la vie des fidèles. Ils vivent des donations et l'obligation de leur venir en aide se transmet de génération en génération au sein des familles.

#### Confréries et politique
De nouveaux partis ont émergé, d’obédience confrérique, qui se référent certes au Coran et à la sunna, mais puisent surtout leurs références dans les textes et doctrines des saints fondateurs de leurs confréries, ce qui les distingue des partis islamistes. Ainsi le Parti de l’unité et du rassemblement peut être qualifié de tidjane, le Front pour le socialisme et la démocratie/Benno Jubel, le Mouvement des citoyens ou encore le Parti de la vérité et du développement de mouride, le Front des alliances patriotiques de niassène, etc.

### Chiisme
L'islam chiite au Sénégal est pratiqué par un nombre croissant de Sénégalais, ainsi que par la communauté libanaise au Sénégal.
L'islam chiite est la religion principale de la communauté libanaise établie au Sénégal depuis plus d'un siècle. Il est également pratiqué par un nombre croissant de Sénégalais natifs, y compris les peuples Wolof et Peul. Depuis les années 1970, et surtout avec l’arrivée de la communauté Mozdahir et de son guide Cherif Mohamed Aly Aidara au début des années 2000, le nombre de Sénégalais chiite a régulièrement augmenté dans les zones urbaines et rurales.
Mara A. Leichtman, anthropologue américaine à la Michigan State University, a également mené des études anthropologiques sur les principales organisations chiites au Sénégal telles que l'Institut Mozdahir International (IMI), dirigé par le chef religieux chiite sénégalais Chérif Mohamed Aly Aïdara. Selon Leichtman (2017), les différents projets de développement rural de Mozdahir contribuent à combler le fossé urbain-rural entre les musulmans chiites au Sénégal et ont contribué à augmenter le nombre de musulmans chiites au Sénégal.

### Wahhabisme
Le réformisme musulman a été introduit pendant la période coloniale par l'Union culturelle musulmane (UCM).
Le salafisme a été introduit au Sénégal en 1956 par Mamadou Ba, un étudiant de retour d'Arabie saoudite qui a créé le mouvement Al Fallah.
Le mouvement Jama'atou Ibadou Rahmane (JIR) (groupe des serviteurs du Tout-Miséricordieux) est l’une des premières associations islamiques de grande envergure, née d’une dissidence au sein de l’UCM. Son idéologie est originaire du Pakistan et le mouvement a été fondé à Thiès le 30 janvier 1979. Son amir est actuellement Serigne Babou, remplacé en 2017 par Abdoulaye Lam. Par extension, « ibadou » a fini par qualifier chez la population sénégalaise le fondamentalisme ou le salafisme en général.
Le mouvement Ibadou Rahmane, hostile aux traditions sénégalaises et à l'occidentalisation, a pris de l'ampleur au début des années 2000.
Outre le JIR, on recense le MRDS, l’AEMUD, le Falah, un groupuscule né en 2002 et nommé Masrala al Bayra (MAB) (littéralement « Litige sur la question de l’allégeance au pouvoir »), l'École supérieure africaine des hautes études islamiques fondée par Ahmet Lo. Une des figures les plus éminentes du salafisme est Alioune Ndao.